# 地理 (雑誌)
『地理』（ちり）は、1956年10月に創刊された地理学を中心とした内容を扱う月刊雑誌である。古今書院が発行している。

## 概要
誌面は主に地理学に関する特集と連載記事からなる。ほかに、読者による寄稿、複数の地理学研究者や教育関係者による書評「書架」などがある。
定価は1冊あたり本体1,204円＋税である。郵送定期購読は割引料金となっている。

## 歴史
創刊の大きなきっかけとなったのは、1956年8月にブラジルのリオデジャネイロで開かれた国際地理学会議である。これに日本から数人の有識者が派遣された。さらに翌1957年においては日本で国際地理学会議が開催予定であった。このことから学界のみならず一般国民の地理的関心を大いに高めることが期待された。月刊地理はこの躍進の気運を進展させるとともに一般国民の地理的関心を高めることを目的に創刊された。
当初は専門家向けに書かれたものが中心であったが、現在は地理学を専門的に学んでいない人でも気軽に読むことができる内容が多くなっている。

## 地理学の普及に果たしている役割
旅行や地誌、環境問題、自然災害、まちづくりなどの記事が多数掲載されており、時事的話題も積極的に扱っている。地理教育に関しても、中学校や高校の地理的分野に直結した、発展的な内容を学ぶうえで有効である。学会誌とはすみ分ける形で、大きく地理学の普及に貢献していると言える。